# NGC 3454
NGC 3454 ist eine Balken-Spiralgalaxie mit ausgedehnten Sternentstehungsgebieten vom Hubble-Typ SBc im Sternbild Löwe auf der Ekliptik. Sie ist schätzungsweise 46 Millionen Lichtjahre von der Milchstraße entfernt und hat einen Durchmesser von etwa 35.000 Lichtjahren. Gemeinsam mit NGC 3455 bildet sie das Galaxienpaar Holm 221 oder KPG 257.
Im selben Himmelsareal befinden sich u. a. die Galaxien NGC 3443, NGC 3457, NGC 3461, IC 656.
Das Objekt wurde am 17. März 1831 von John Herschel entdeckt.